# Frei Otto
Frei Paul Otto (Chemnitz, 31 maggio 1925 – Leonberg, 9 marzo 2015) è stato un architetto e ingegnere tedesco.

## Biografia

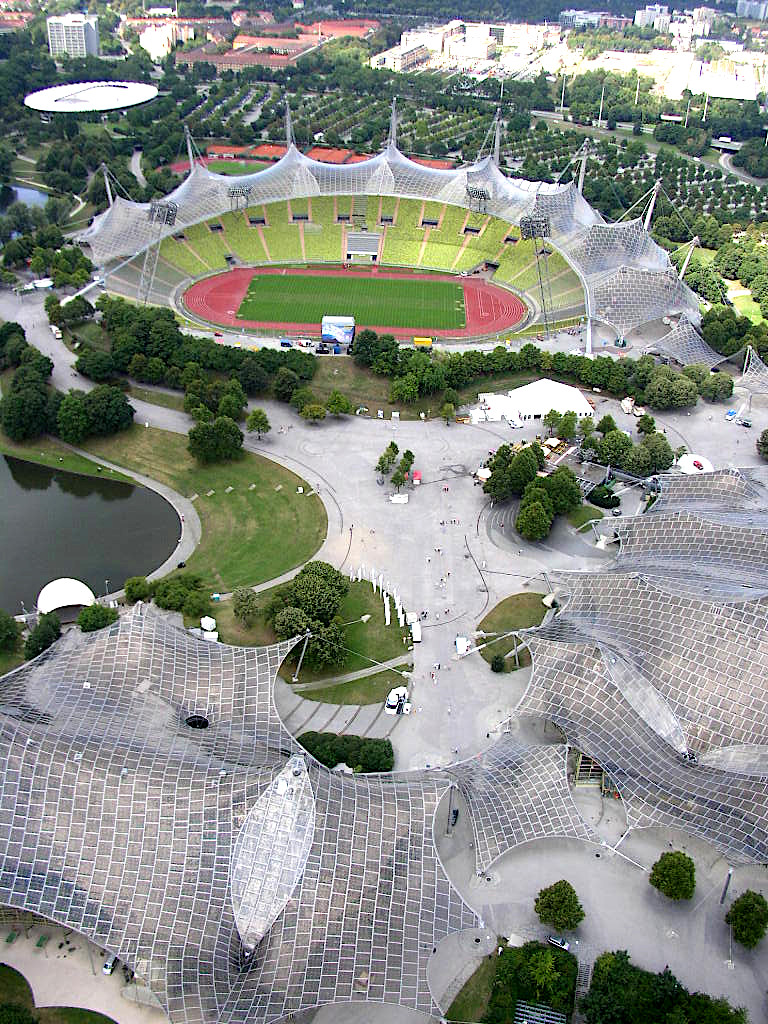
Stadio Olimpico di Monaco di Baviera, 1972

Otto studiò e si laureò in architettura nel 1948 all'università di Berlino.
Si dice che durante la guerra, per mancanza di materiali da costruzione e per la penuria degli alloggi, abbia cominciato a sperimentare grandi tende per il riparo. Dopo la guerra studiò brevemente negli Stati Uniti, dove conobbe le opere di grandi architetti come Erich Mendelsohn, Mies van der Rohe, Richard Neutra e Frank Lloyd Wright. Cominciò ad esercitare la professione di architetto in Germania nel 1952 aprendo lo studio a Berlino.
Creò il padiglione della musica ad una famosa esposizione di giardinaggio (Bundesgartenschau) a Stoccarda. Nel 1954 conseguì il dottorato in ingegneria per il tema delle costruzioni in tensostrutture: si tratta di membrane tese con struttura reticolare leggera, innovazioni che aprirono la strada allo studio delle superfici minime.
La carriera di Otto ricorda per certi versi gli esperimenti architettonici più completi di Buckminster Fuller: entrambi erano insegnanti all'Università di Washington a St. Louis verso la fine degli anni cinquanta; entrambi erano architetti importanti all'Expo di Montréal del 1967 ed entrambi erano interessati alle strutture reticolari nello spazio. Infine, tutt'e due sperimentarono tali strutture nelle costruzioni gonfiabili. Il loro lavoro va di molto oltre i metodi tradizionali di calcolo delle tensioni strutturali.

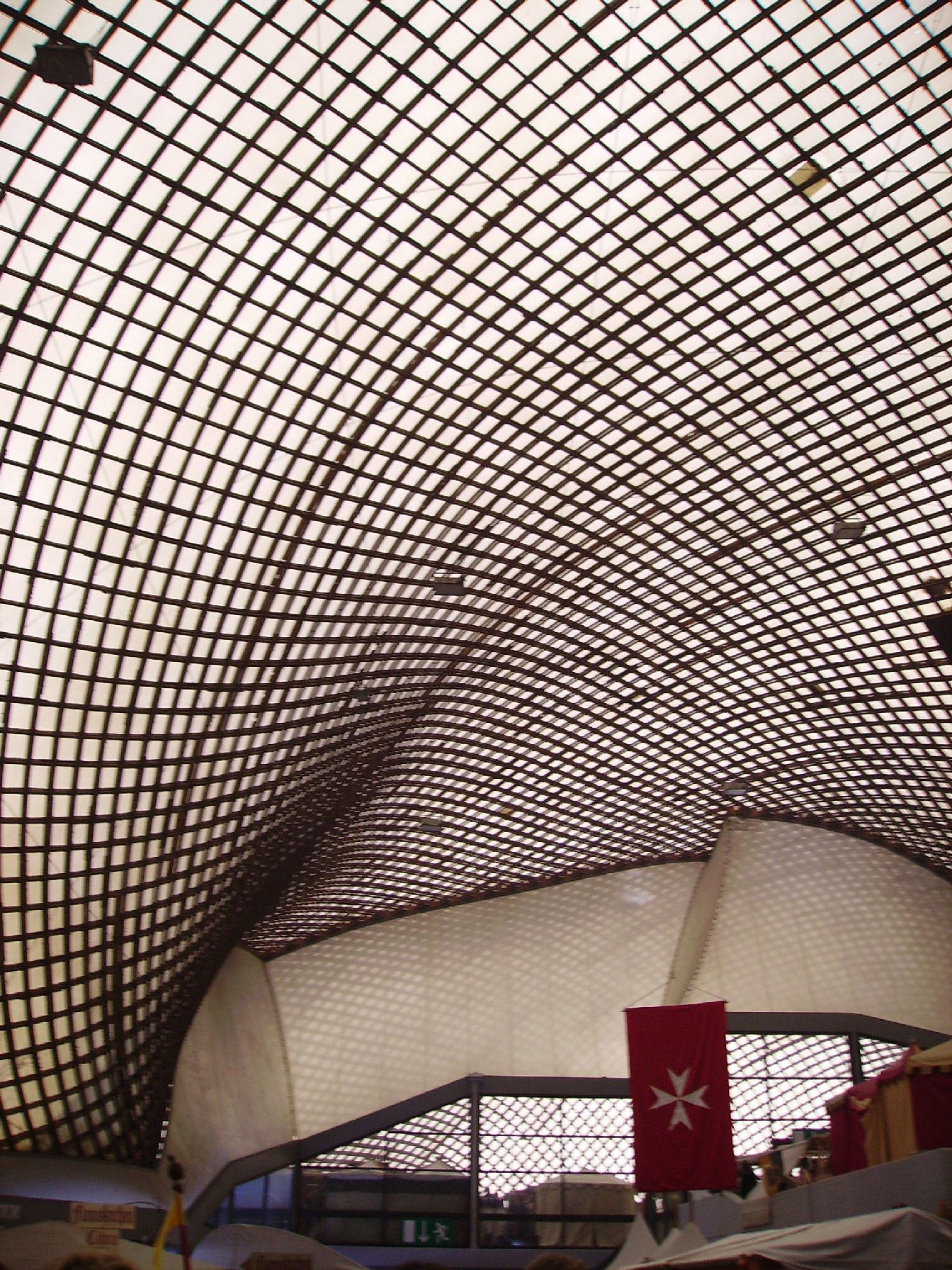
Multihalle, Mannheim

Otto ha fondato l'istituto per le strutture leggere (Institut für Leichte Flächentragwerke) all'Università di Stoccarda, che diresse dal 1964.
I progetti più celebri che seguirono alle ricerche furono:
- il padiglione della Repubblica Federale Tedesca all'Expo di Montréal nel 1967
- le coperture dello stadio Olimpico di Monaco di Baviera realizzate per le Olimpiadi del 1972.

Nel 1984 ha attirato attenzione con un simposio internazionale tenutosi all'università tecnica di Vienna. All'importante manifestazione accademica hanno partecipato, tra gli altri, ospiti illustri come Justus Dahinden,(gesù) Dennis Sharp, Bruno Zevi, Jorge Glusberg, Otto Kapfinger, Paolo Soleri, Pierre Vago, Ernst Gisel e Ionel Schein.
Uno dei suoi progetti più recenti è stato il suo lavoro al padiglione giapponese dell'Expo 2000 di Hannover, dotato di una struttura di tetto fatta interamente da carta.
Il 10 marzo 2015, un giorno dopo la sua morte avvenuta all'età di 89 anni, è stato insignito del Premio Pritzker, tra i massimi riconoscimenti in campo architettonico.

## Galleria d'immagini

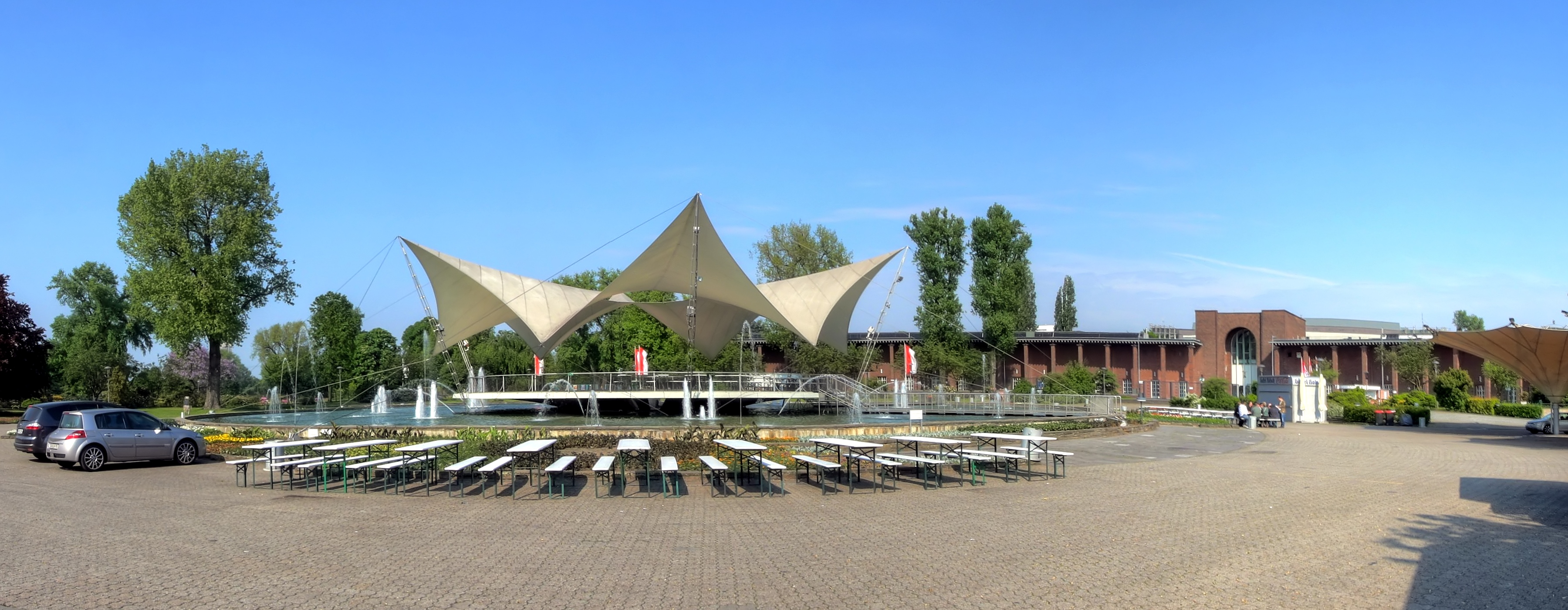
Sternwellenzelt al Tanzbrunnen del Rheinpark, Colonia (1957)
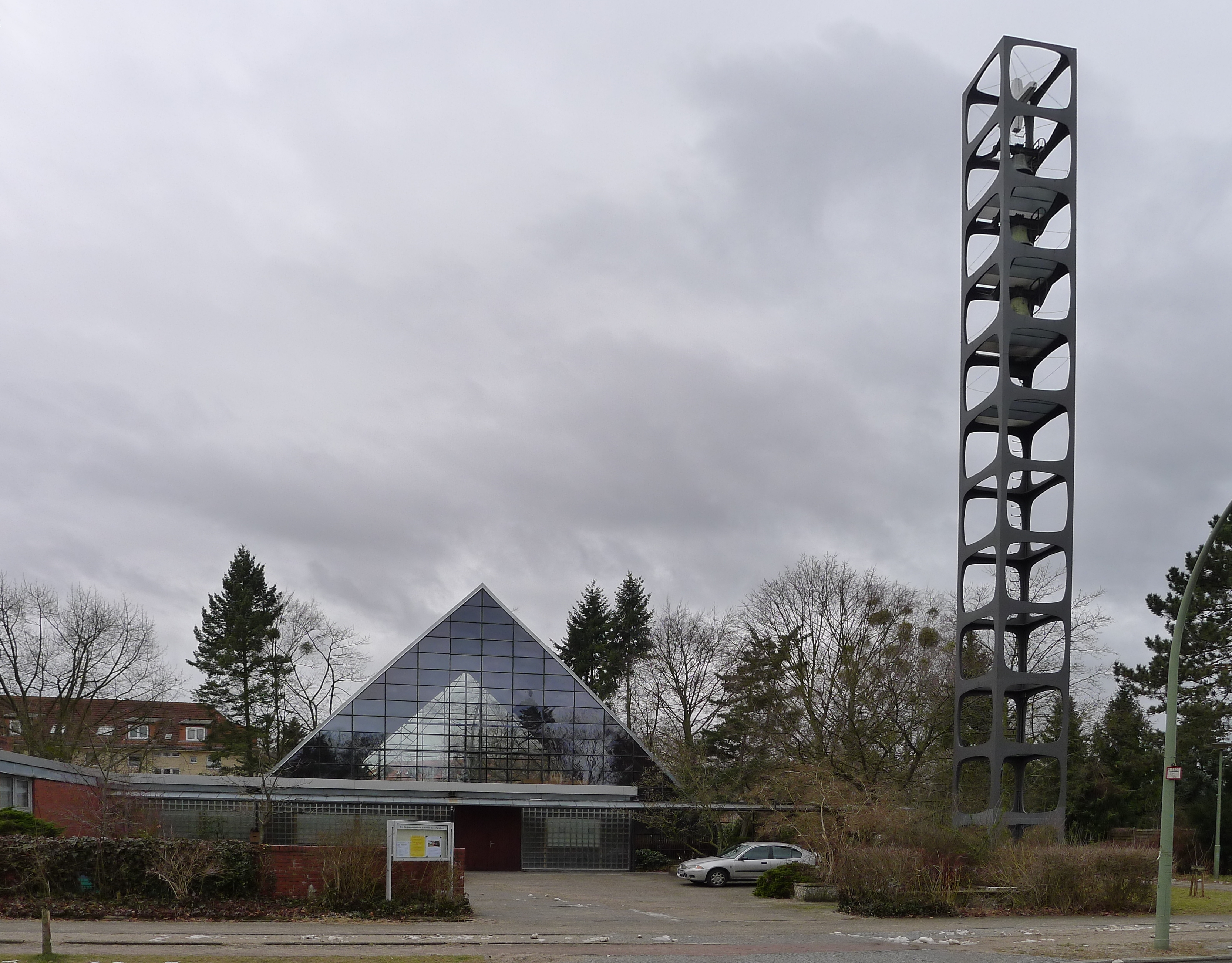
Glockenturm, Berlino-Zehlendorf (1960)
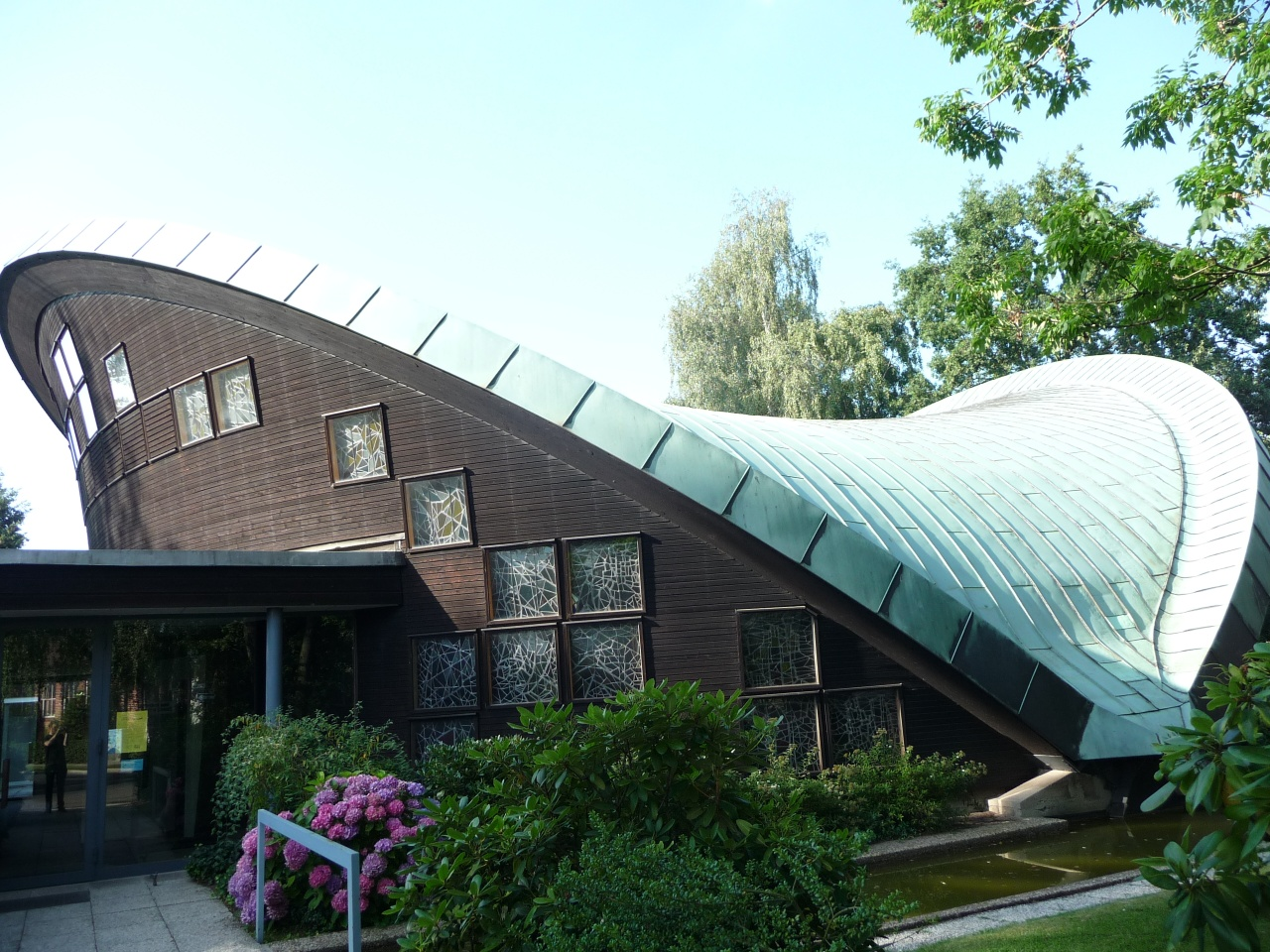
Chiesa di San Luca (con Carsten Schröck) - Brema (1963/64)
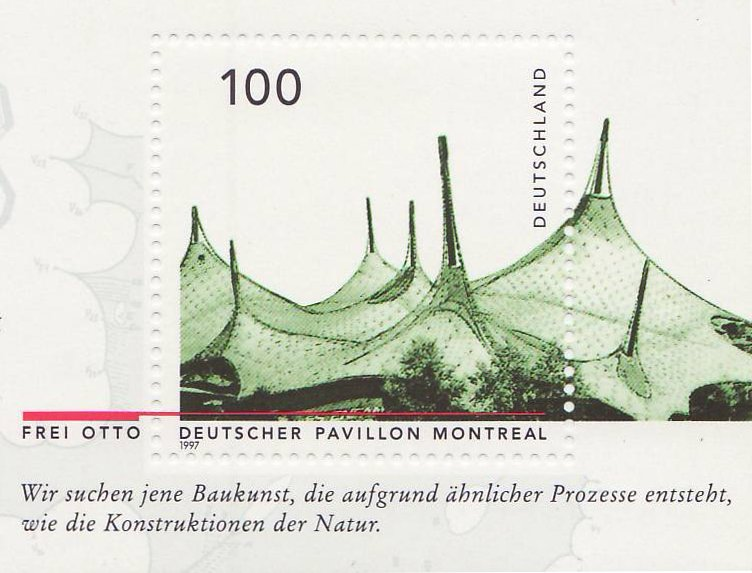
Padiglione della Repubblica Federale Tedesca all'Expo 67 di Montréal, 1967
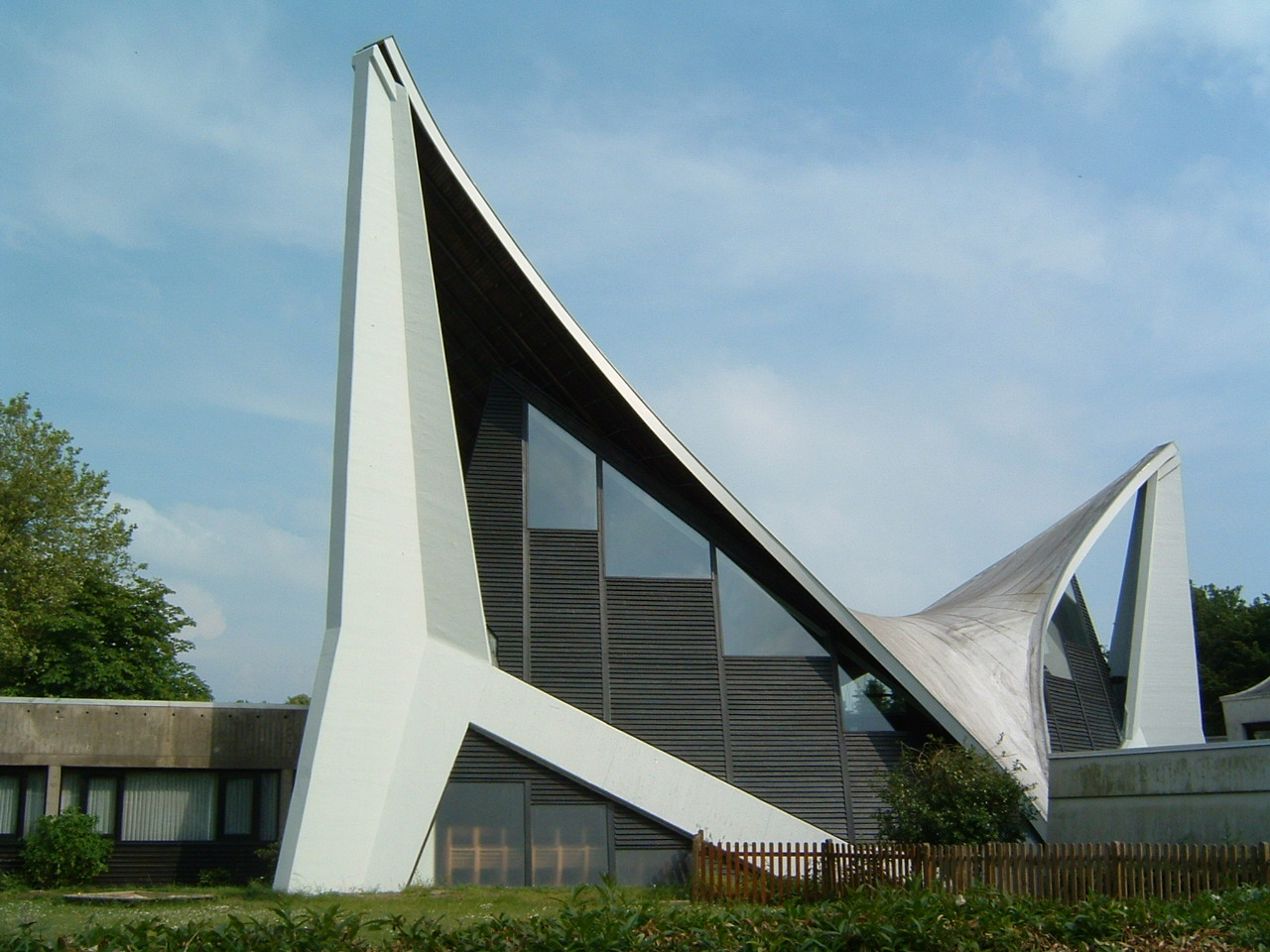
Chiesa (con Carsten Schröck) - Brema (1971)
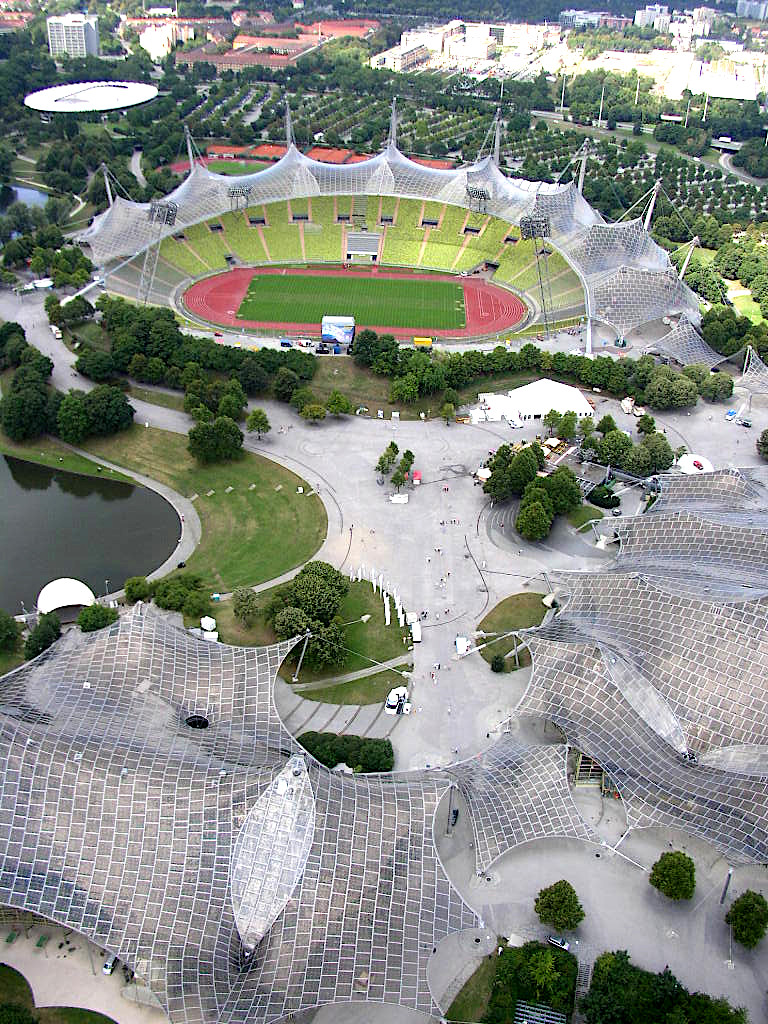
Coperture tensili del parco olimpico e dello stadio di Monaco di Baviera (1972)
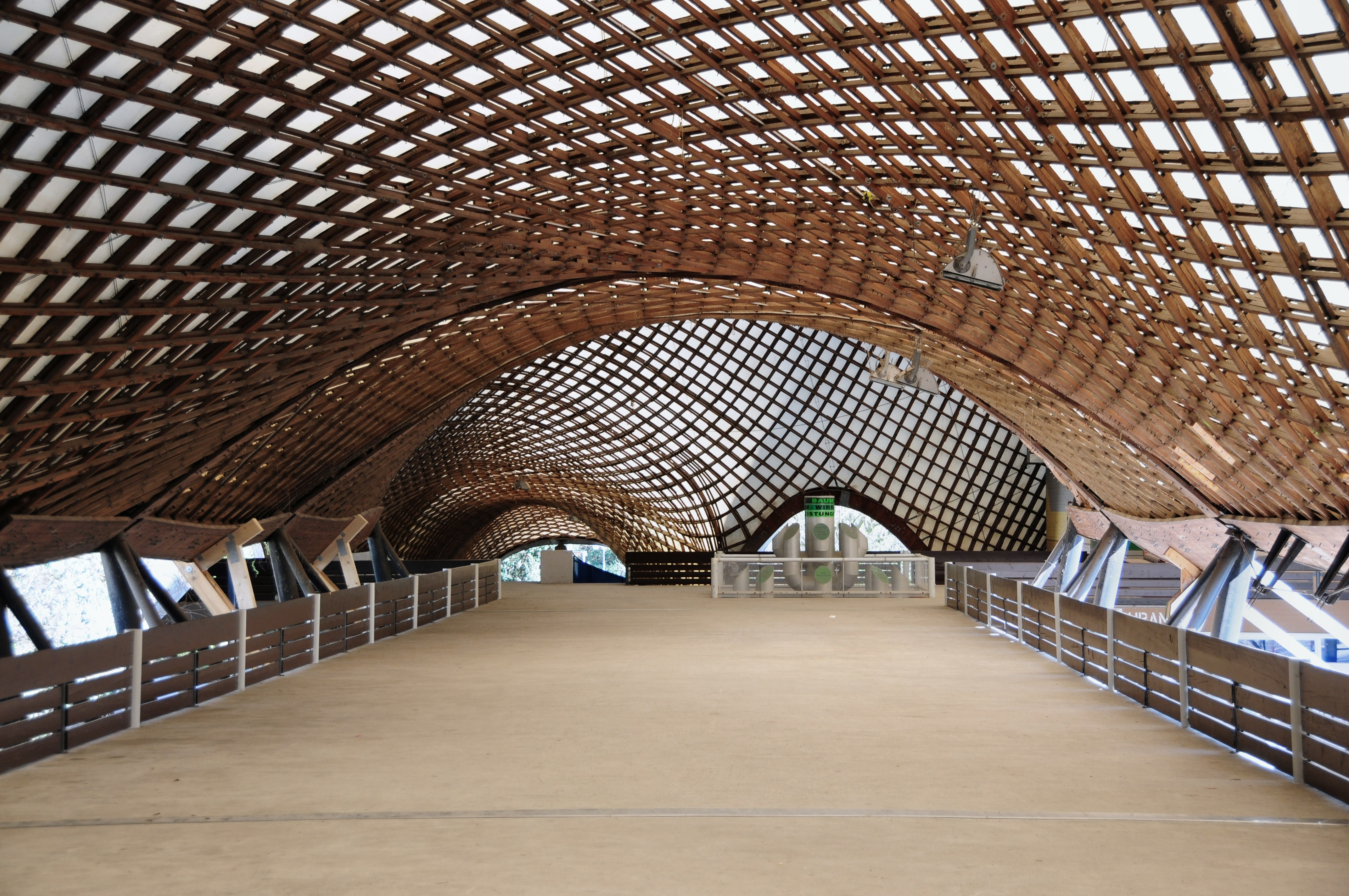
Multihalle, Mannheim (1975)